# Ослово
Ослово или Ослой (на гръцки: Παναγίτσα, Панагица, до 1926 година Όσλοβο, Ослово) е село в Република Гърция, в дем Воден (Едеса), област Централна Македония.

## География
Селото е разположено на 720 m надморска височина, на 20 km  западно от град Воден (Едеса) и на около 5 km северно от Острово.

## История

### Праистория и античност
Западно от Ослово в посока към Жерви е разкрито Ословското праисторическо селище, обитавано от Бронзовата до Елинистическата епоха.

### В Османската империя
В 1848 година руският славист Виктор Григорович описва в „Очерк путешествия по Европейской Турции“ Ослово като българско село. В „Етнография на вилаетите Адрианопол, Монастир и Салоника“, издадена в Константинопол в 1878 година и отразяваща статистиката на населението от 1873 Ослой (Osloy) е посочено като село с 55 домакинства и 96 жители българи и 115 помаци.
В началото на XX век Ослово е село във Воденска кааза на Османската империя. Според статистиката на Васил Кънчов („Македония. Етнография и статистика“) в 1900 година в Ослой (Ослави) живеят 50 българи християни и 1100 турци. Цялото християнско население е под върховенството на Българската екзархия. По данни на секретаря на екзархията Димитър Мишев („La Macédoine et sa Population Chrétienne“) в 1905 година в Ослово (Oslovo) има 16 българи екзархисти.
Георги Трайчев пише за селото:
| „ | Въ село Ослой, недалеко отъ Острово, въ което живѣятъ само турци съ една само христианска фамилия, има следи отъ „деветъ цръкви“. Едно интересно предание иматъ жителитѣ на този край за подземно богатство въ това село: Тукъ е била нѣкога една голѣма царска хазна. Въ това време тукъ е била намѣрена една голѣма бъчва и въ нея били осгавени тия царски лари. Еднажъ царьтъ поканилъ на ангария всичко живо и направиль едно доста високо бърдо, което сега се нарича Хумка и така покрили тая бъчва. На тази ангария е имало толкова свѣтъ, щото всѣка баба люляла и по деветь люлки съ малки деца. Мнозина сѫ се опитали да откриятъ това богатство, обаче не сѫ успѣли; не имъ давалъ „таласъмътъ", който се явявалъ въ видъ на арапинъ. Турцитѣ Ослойци не говорятъ за това нищо. | “ |

### В Гърция
През Балканската война селото е окупирано от гръцки части и остава в Гърция след Междусъюзническата война. Боривое Милоевич пише в 1921 година („Южна Македония“), че Ослово има 350 къщи турци. Последните българи от селото се изселват в Жерви.
Турското му население се изселва по силата на Лозанската конвенция и на негово място са настанени понтийски гърци бежанци от Турция. Понтийците носят със себе си иконите и църковната утвар от XV–XVI век, които днес са в църквата „Успение Богородично“.
В 1928 година селото е представено като чисто бежанско със 180 бежански семейства и 761 души бежанци. В 1926 година селото е прекръстено на Панагица. В селото има етнографски музей.
В землището на Ослово, на север от селото, са били разположени каракачанските колибарски селища Колиби на Янкула, северно от Ослово, и Колиби на Нана на 5 km от първото. В преброяването от 1940 година Колибите на Янкула имат 129 жители - всички каракачани. В януари 1944 година и двете колибарски селища са изгорени от германските войски.
Селото е сравнително бедно и населението му мигрира към градските центрове. Произвежда се жито, развито е и овощарството и скотовъдстовото.
| Име                     | Име         | Ново име     | Ново име       | Описание                                      |
| ----------------------- | ----------- | ------------ | -------------- | --------------------------------------------- |
| Аса Баглар              | Άσά Μπαγλάρ | Халинари     | Χαλινάρι       | река на ЮИ от Ослово                          |
| Скърката                | Σκάρκατα    | Петротопос   | Πετρότοπος     | връх на ЮИ от Ослово и на СЗ от Нисия (809 m) |
| Делеклер или Делеклерия | Ντέλεκλερ   | Трипотопос   | Τρυπότοπος     | местност на ЮЗ от Ослово                      |
| Куприва                 | Κουπρίβα    | Цукнида      | Τσουκνίδα      | река на И от Ослово                           |
| Куприва                 | Κουπρίβα    | Цукнидотопос | Τσουκνιδότοπος | местност на И от Ослово                       |
| Ослово                  | Όσλοβον     | Панагица     | Παναγίτσα      | връх на З от Ослово (761,6 m)                 |
| Рамна бука              | Ρόμνα Πούκα | Исия Оксия   | Ίσια Όξυά      | река на С от Ослово                           |
| Тъпан                   | Τάπαν       | Тимбанон     | Τύμπανον       | връх в Нидже на С от Ослово (1515 m)          |
| Османак                 | Όσμανάκος   | Стратиотис   | Στρατιώτης     | връх в Нидже на С от Ослово (1963,4 m)        |

| Година    | 1913 | 1920 | 1928 | 1940 | 1951 | 1961 | 1971 | 1981 | 1991 | 2001 | 2011 | 2021 |
| --------- | ---- | ---- | ---- | ---- | ---- | ---- | ---- | ---- | ---- | ---- | ---- | ---- |
| Население | 1327 | 1274 | 682  | 912  | 965  | 743  | 644  | 727  | 702  | 730  | 682  | 583  |